# Huckleberry Finn
Huckleberry Finn (på amerikansk The Adventures of Huckleberry Finn, også Huck Finn) er en roman fra 1884 af den amerikanske forfatter Mark Twain. Den regnes som hans mesterværk, og som en af de vigtigste romaner i amerikansk litteratur, og er desuden en af de første skrevet på amerikansk dialekt. I romanen følger man den store dreng Huckleberry Finn og den bortløbne slave dreng, Jim, på deres rejse ned ad Mississippi-floden i tiden før den amerikanske borgerkrig, en rejse fuld af farverige og underfundige tildragelser med mange forskellige slags mennesker.
Al moderne amerikansk litteratur stammer fra en bog af Mark Twain, som hedder Huckleberry Finn.
Romanen blev, i endnu højere grad end forgængeren Tom Sawyers Eventyr, som har Huckleberry Finn i en mere underordnet rolle, en milepæl inden for amerikansk børnelitteratur, med sin dybfølte skildring af livet i drengeårene. Også sprogligt er romanen nyskabende, idet Twain gjorde sig umage med præcist at gengive en række forskellige amerikanske sydstatsdialekter. Frem for alt er romanen en sønderlemmende satire over indgroede holdninger, specielt til racisme og frihed.

## Handling
I staten Missouri i byen St. Petersburg, som lå ned til Mississippi-floden, boede engang i 1830'erne eller 1840'erne en 13-14 årig knægt ved navn Huckleberry "Huck" Finn, som i bogen Tom Sawyers Eventyr var kommet i besiddelse af en stor sum penge. Pengene blev nu sat i banken, og Huck fik den strenge enkefru Douglas og hendes søster frøken Watson som værger. De to damer prøver at gøre et godt menneske ud af Huck, men han foretrækker at være sammen med sin kammerat Tom Sawyer. Hucks drukmås af en far dukker op i byen og prøver at få fat i Hucks penge. Da det mislykkes, tager faren Huck med sig ud i en hytte i skoven, hvor han låser Huck inde.
Det lykkes Huck at flygte fra sin far, ned ad floden, idet han samtidig fingerer et overfald og får alle til at tro, han er død. Han slår sig ned på den nærliggende Jacksons Ø, hvor han møder den bortløbne negerslave Jim, som er stukket af fra sin ejer, frøken Watson, da han blev klar over, at hun overvejede at sælge ham. Huck beslutter sig for at følges med Jim ned ad floden til byen Cairo i staten Illinois, hvor der ikke er slaveri. Efter en oversvømmelse finder de to først en tømmerflåde at sejle på, og dernæst et helt hus, som kommer sejlende ned ad floden. Inde i huset finder Jim en død mand, som er blevet skudt, men han skåner Huck for synet af den døde. Huck sniger sig ind til en by, hvor han opdager, der er sat en dusør på Jim, som man mistænker for at have slået Huck ihjel. De to flygter videre ned ad floden på tømmerflåden.
Her får de lidt efter øje på en grundstødt hjuldamper, hvor der viser sig at være tre skumle tyveknægte ombord. Da Huck og Jim vil stikke af igen, er deres tømmerflåde drevet bort, og de snupper i stedet uset tyvenes båd, med tyvekoster i. Men Huck får dårlig samvittighed over for de prisgivne tyveknægte på den synkefærdige båd, og han binder en bådvagt i nærheden en historie på ærmet, for at få ham til at redde tyveknægtene fra druknedøden.
Imens er Huck og Jim sejlet videre, men så bliver det tæt tåge, og de kommer bort fra hinanden. Da Huck næste dag finder Jim og tømmerflåden igen, spiller han Jim et puds, ved at lade som om der slet ikke har været nogen tåge og insinuere, at Jim må have drømt at der var tåge og at de kom bort fra hinanden. Da Huck lidt efter indrømmer at have løjet for Jim, bliver Jim både skuffet og såret, og overrasket over Jims heftige reaktion giver Huck ham en undskyldning.
Men Huck føler samtidig skyld ved at dække over en bortløben slave, hvilket han har lært man ikke må. Han beslutter sig for at udlevere Jim, men kan så alligevel ikke, da der dukker to hvide mænd op på jagt efter bortløbne slaver. Det går nu op for Huck og Jim, at de i tågen er sejlet forbi Cairo og friheden for Jim i Illinois, og da de ikke kan sejle tilbage mod strømmen, beslutter de at fortsætte ned ad floden. En nat bliver deres tømmerflåde påsejlet af en hjuldamper, og de to bliver igen skilt fra hinanden.
Huck møder familien Grangerford, som gennem tredive år har ligget i blodfejde med familien Shepherdson, pga. en hændelse som ingen længere husker hvad gik ud på. Da en Grangerford-pige stikker af med en Shepherdson-dreng, bryder fejden ud igen, og alle Grangerford-mændene bliver dræbt i et Shepherdson-baghold. Det lykkes Huck at flygte, og han genfinder Jim, som i mellemtiden har bjærget flåden og repareret den.
Jim og Huck sejler videre og møder nu to bondefangere, som kalder sig Kongen og Hertugen og som shanghajer de to til at deltage i deres svindelnumre. I en by narrer de penge fra folk, i alt 87$, ved et bønnemøde, hvor Kongen foregive at være en sørøver, der fortryder sine gerninger og nu vil rejse ud og omvende andre sørøvere, men mangler penge. I en anden by, nede i staten Arkansas, inviterer de byens mænd til hvad tilsyneladende er en lidt vovet forestilling, som dog er så tynd en kop te, at mange af tilskuerne klager over at være blevet taget ved næsen. Andre tilskuere vil dog nødigt indrømme over for resten af byen, at de er blevet snydt, så det ender med, alle mændene går ud i byen og roser forestillingen; så bliver der også udsolgt til næste forestilling, og også til den tredje forestilling, hvor byens mænd dog møder op bevæbnet med ildelugtende kasteskyts, i form af rådne æg og kålhoveder og døde katte - men da er de to svindlere stukket af med fortjensten, på 465$.
I en tredje by foregiver de to bondefangere at være brødre fra England til én af byens beboere, den nyligt afdøde Peter Wilks, som efterlader sig en arv på 6.000$. Huck prøver at undgå, at bondefangerne får fat i pengene, som afdødes niecer ellers stod til at skulle arve, da der dukker to mænd op, som påstår de er afdødes rigtige brødre. Nu bliver der ballade, og i forvirringen prøver Huck at stikke af, men bliver opdaget af bondefangerne. Da Huck endelig slipper fri af dem opdager han, at de har solgt Jim til familien Phelps. Huck sværger at han vil befri Jim, selv om han godt ved det er forkert at hjælpe en slave med at flygte, og han opsøger familien Phelps. Her tror man, han er den nevø Tom, som man har gået og ventet på skulle komme på besøg, og Huck lader nu som om han er Tom. Det viser sig, at nevøen Tom er Tom Sawyer, kammeraten fra Hucks hjemby, og da Tom Sawyer lidt senere dukker op, møder Huck og hører hans historie, lader Tom som om han er Tom Sawyers bror Sid.
Tom udtænker nu en indviklet og omstændelig plan for at befri Jim fra slaveriet, og da de flygter sammen med Jim, bliver Tom såret. I stedet for at stikke af, bliver Jim hos Tom for at pleje ham, og her bliver han nu fanget og sendt tilbage til Phelps-familien. Nu dukker Toms tante Polly op og forklarer, hvem drengene i virkeligheden er. Hun kan også fortælle, at frøken Watson er død og i sit testamente har gjort Jim til en fri mand. Tom indrømmer nu, han godt vidste dette, men gerne ville befri Jim på den 'rigtige' måde. Jim fortæller Huck, at den døde mand, de efter oversvømmelsen fandt på det sejlende hus, var Hucks far. Så selv om Huck nu kan være i fred for sin far hjemme i St. Petersburg, tænker han i stedet på at stikke af til indianerterritoriet ude vestpå.

## Temaer
Huckleberry Finn afsøger temaer om race og identitet; hvad det vil sige at være fri og civiliseret; og forestillinger om menneskelighed og socialt ansvar i et omskifteligt USA. Jims figur er sammensat: i nogles øjne er han godhjertet og med høj moral, samt ikke uintelligent (i modsætning til flere af bogens hvide figurer), mens bogen i andres øjne er racistisk, bl.a. pga. ordet 'nigger', samt den stereotype latterliggørelse af Jims manglende uddannelse, hans uvidenhed og overtro. Det sidste synspunkt støttes af optrin tidligt i bogen, hvor Huck bevidst narrer Jim og udnytter hans godtroenhed, idet Jim trods dette fortsætter med at være loyal mod Huck.
H: It warn't the grounding — that didn't keep us back but a little. We blowed a cylinder-head.

P: Good gracious! anybody hurt?

H: No'm. Killed a nigger.

P: Well, it's lucky; because sometimes people do get hurt.

H: Det var ikke fordi vi løb på grund – det forsinkede os kun en lille smule. Det var en cylinder der eksploderede.

P: Ih du alstyrende! Kom nogen til skade?

H: Nej. Der blev dræbt en neger.

P: Åh, Gud ske lov. Sommetider kommer folk jo til skade.
Men denne roman er også historien om, hvordan drengen Huck bliver voksen, hvordan han overvinder sine forudindtagetheder og knytter tættere bånd til Jim. Gennem hele bogen er Huck splittet i forholdet til de moralværdier, han har fået af det samfund, han er vokset op i. Huck er ude af stand til bevidst at gøre op med disse værdier, hverken i handling eller tanke, men træffer dog alligevel et moralsk valg ud fra sin egen opfattelse af venskabet med Jim og hans menneskeværd, et valg som står i skarp modsætning til det, han har lært. Twain skrev andetsteds, at han syntes at "et sundt hjerte er en bedre rettesnor end en forsømt samvittighed", og fortsætter med at beskrive romanen som "denne min bog, hvor et sundt hjerte støder sammen med en misdannet samvittighed, og samvittigheden lider nederlag".
For at understrege det hykleriske i at slaveri tolereres i et samfund, som tilsyneladende har en moral, lader Twain Hucks far gøre sin søn til sin slave, ved at låse ham inde og slå ham (kapitel 6). Da Huck flygter fra slaveriet, møder han snart Jim, som har gjort det samme, men i hans tilfælde ved at bryde loven. Den behandling, Huck og Jim udsættes for som flygtede, er helt forskellig, som det især kommer til udtryk i Hucks møde (i kapitel 11) med mrs. Judith Loftus, som har medlidenhed med Huck, som hun tror er en lærling, der har rømmet sin plads, mens hun med stolthed omtaler, hvordan hendes mand vil sende hundene ud efter den bortløbne slave Jim.
Visse litteraturhistorikere har sat bogen, og især Hucks figur, i relation til afroamerikansk kultur som sådan. Nyere undersøgelser har vist, at Twain således i årene før han skrev bogen var meget optaget af afroamerikaneres sprog, humor og fortælleteknik. Dette står i modsætning til tidligere opfattelser, hvorefter amerikansk litteratur var mere raceopdelt, sådan at hvide forfattere, herunder Twain, skrev på deres måde og sorte på deres. I stedet kommer Huckleberry Finns figur til at illustrere en overensstemmelse og sammenhæng mellem hvid og sort kultur i USA.

## Modtagelse og kritik
På samme måde som Huckleberry Finn gennem mere end et århundrede har været populær verden over blandt læsere i alle aldre, og er udkommet på dansk i en række forskellige oversættelser og udgaver, har romanen lige siden sin udgivelse været et yndet studieobjekt for litteraturhistorikere. Ved sin udgivelse blev bogen fra mange sider stærkt kritiseret for sit grove og racistiske sprog, og gennem hele 1900-tallet er den jævnligt blevet beskyldt for stereotype raceskildringer, og ikke mindst den hyppige brug af den nu stærkt nedsættende betegnelse "nigger", til trods for de mange tegn på, at romanens hovedperson og centrale handling er anti-racistisk. Twain er blevet kritiseret for at have fremstillet slaven Jim på samme stereotype og nedgørende måde som blev brugt i de såkaldte minstrel shows i midten af 1800-tallet, hvor afroamerikanere blev karikeret af udklædte og sortsværtede hvide skuespillere, som talte med de dialekter, som afroamerikanere brugte. Omvendt er fremført, at når Twain ønskede at skildre slavernes sprog og kultur på en troværdig måde, kunne han ikke undgå, at det kunne minde om det man oplevede i minstrel shows. Desuden er det påpeget, at Jim er langt den mest heroiske person i romanen, da han er den eneste, som uden tøven udviser venlighed og selvopofrelse.
Men på grund af uenigheder om hvorvidt Huckleberry Finn er racistisk eller ej, og fordi ordet 'nigger' forekommer så jævnligt i bogen (et ord som var almindeligt brugt på Twains tid, og som først langt senere er blevet kontroversielt), har mange stillet spørgsmålstegn ved, om bogen egnede sig til brug i det amerikanske skolesystem, som i dette eksempel fra en skoleleder i Virginia, som i 1982 kaldte bogen "det mest groteske eksempel på racisme, jeg har set i hele mit liv". Ifølge American Library Association var Huckleberry Finn den femtemest censurerede bog i USA i 1990'erne.
I 1905 fjernede Brooklyn Public Library bogen fra hylderne på grund af "uheldigt ordvalg", fx da Huck (i kapitel 2) fortæller, han kradser sig fordi det klør, hvilket blev opfattet som anstødeligt. Da en bibliotekar spurgte Twain, hvad han mente herom, svarede han syrligt: 
Det De siger, foruroliger mig meget. Jeg skrev 'Tom Sawyer' og 'Huck Finn' til voksne læsere, og det har altid bedrøvet mig at høre, at piger og drenge også har fået lov at læse bøgerne. Den sjæl, som i ungdommen bliver tilsmudset, kan aldrig igen vaskes ren. Jeg kender dette fra mig selv, og lige til denne dag har jeg næret en uforsonlig bitterhed over for de troløse vogtere af min ungdom, som ikke alene tillod, men endog opfordrede mig til at læse en ucensureret bibel fra ende til anden endnu før end jeg var 15 år gammel. Det kan ingen gøre og herefter nogensinde trække vejret frit, ikke på denne side af sin grav.

## Danske udgaver
- Mark Twain (1885): Huck Finns Hændelser, Autoriseret oversættelse ved C. L. With, J.H. Schubothes Forlag. København 1885.
- Mark Twain (1910): Huck Finns Hændelser I fuldstændig Oversættelse ved B. A. Duurloo, København og Kristiania, Det Dansk-Norske Forlagskompagni, V. Scultz's Bogtrykkeri A/S
- Mark Twain (1996): Huckleberry Finn, oversat af Ole Storm, illustreret af E.W. Kemble, 336 sider, Gyldendal, 2. bogklubudgave, ISBN 87-00-62326-1
- Mark Twain (2012): Huckleberry Finn, oversat af Ole Storm, med forord af Klaus Rifbjerg, illustreret af Mette Dreyer, 313 sider, Gyldendal, 8. udgave, ISBN 9788702119404[19]